# Astronia apoensis
Astronia apoensis är en tvåhjärtbladig växtart som beskrevs av Adolph Daniel Edward Elmer. Astronia apoensis ingår i släktet Astronia och familjen Melastomataceae. Inga underarter finns listade i Catalogue of Life.